# Mashup (âm nhạc)
Một mashup (cũng được gọi là mesh, mash up, mash-up, blend, bootleg và bastard pop/rock) là một tác phẩm sáng tạo, thường là một hình thức của một bài hát, được tạo ra bằng cách kết hợp hai hoặc nhiều bài hát được thu âm trước, thường bằng cách phủ lên bản nhạc của một bài hát liền mạch trên bản nhạc cụ của bài hát khác. Trong phạm vi mà các tác phẩm như vậy là "biến đổi" của nội dung gốc, tại Hoa Kỳ, họ có thể tìm thấy sự bảo vệ khỏi các khiếu nại về bản quyền theo học thuyết "sử dụng hợp lý" của luật bản quyền.

## Từ đồng nghĩa
Mashup được biết đến bởi một số tên khác nhau:
- Bootlegs (chủ yếu ở châu Âu, không nên nhầm lẫn với các bản phối lại không chính thức)
- Boots (nhưng không phải "booty (chiến lợi phẩm)" là một nhánh electronic)
- Mash-ups
- Mashed hits
- Smashups (hoặc smash-ups)
- Bastard pop (như trong các bài hát kết hợp là không chính thức; cụm từ này hiếm khi được sử dụng nữa)
- Blends
- Cutups (hoặc cắt giảm, một thuật ngữ ban đầu được đặt ra bởi William S. Burroughs để mô tả một số thí nghiệm văn học của ông có liên quan theo nghĩa đen "cắt" các văn bản khác nhau và sắp xếp lại các mảnh để tạo ra một tác phẩm mới.)
- Powermixing (thường là tốc độ phải được tăng tốc để cho phép nhiều bài hát được phát hơn và do đó không thể chơi bất kỳ sự pha trộn nào cho toàn bộ bài hát)
- Crossovers, nhưng nó ở dạng mashup hoặc phiên Việc thực hành lắp ráp các bài hát mới từ các yếu tố purloined của các bài hát khác kéo dài trở lại sự khởi đầu của âm nhạc được ghi lại.

Ngoài ra, các thuật ngữ truyền thống hơn như bản sửa đổi "chỉnh sửa" hoặc (trái phép) "được nhiều" bootleggers "ưa chuộng (còn được gọi là" leggers ").

## Lịch sử
Việc thực hành lắp ráp các bài hát mới từ các yếu tố purloined của các bài hát khác kéo dài trở lại sự khởi đầu của âm nhạc được ghi lại. Nếu người ta mở rộng định nghĩa vượt ra ngoài lĩnh vực pop, tiền thân có thể được tìm thấy trong concerto, cũng như thực hành cổ điển (sắp xếp lại) vật liệu dân gian truyền thống và truyền thống jazz về các tiêu chuẩn tái diễn. Ngoài ra, nhiều yếu tố của văn hóa mashup có tiền đề trong hip hop và đạo đức DIY của punk cũng như chồng chéo với phong trào văn hóa tự do.